# Harrison's Principles of Internal Medicine

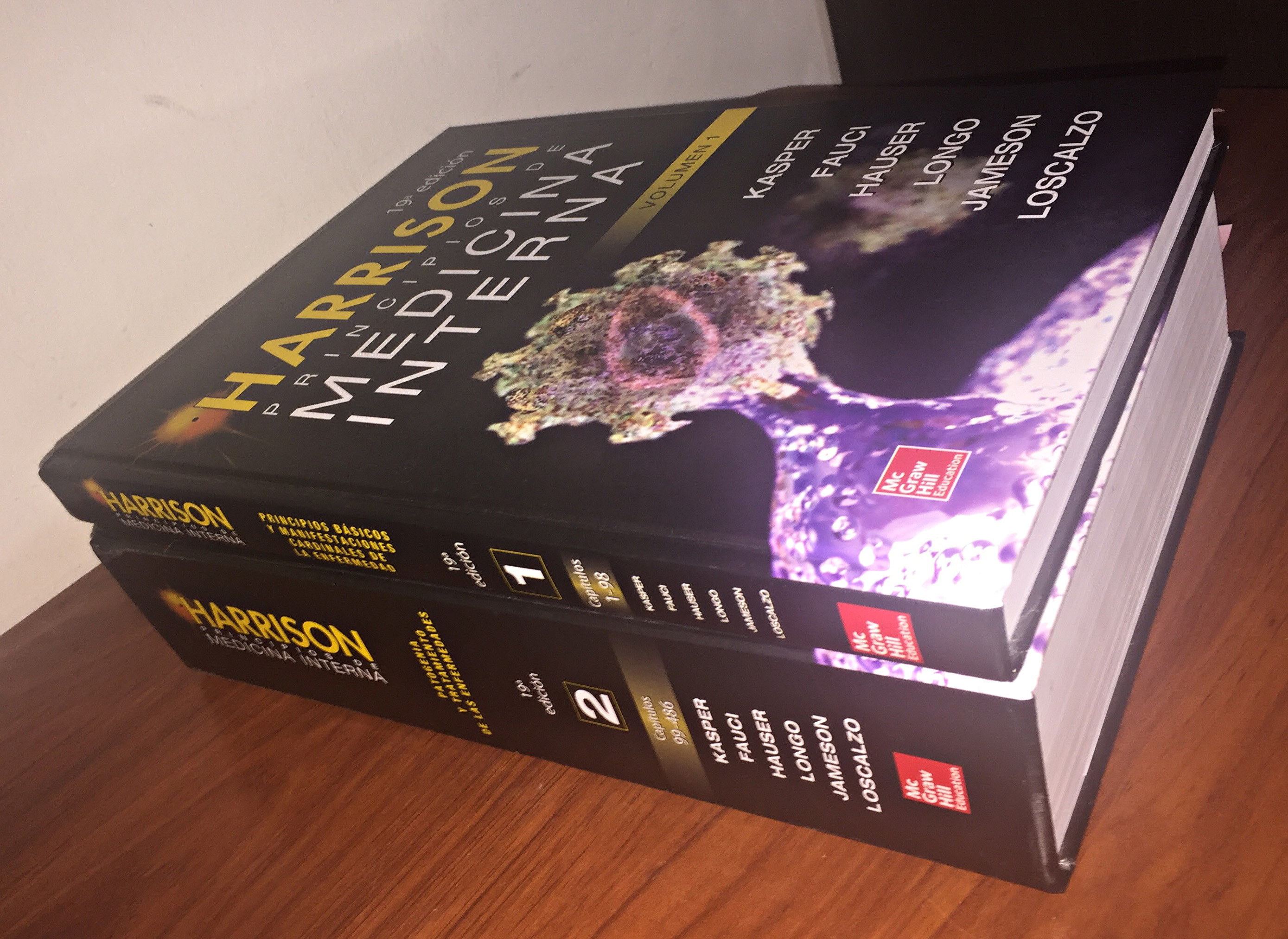
Phiên bản tiếng Tây Ban Nha của cuốn Harrison's Principles of Internal Medicine trong ấn bản thứ 19.

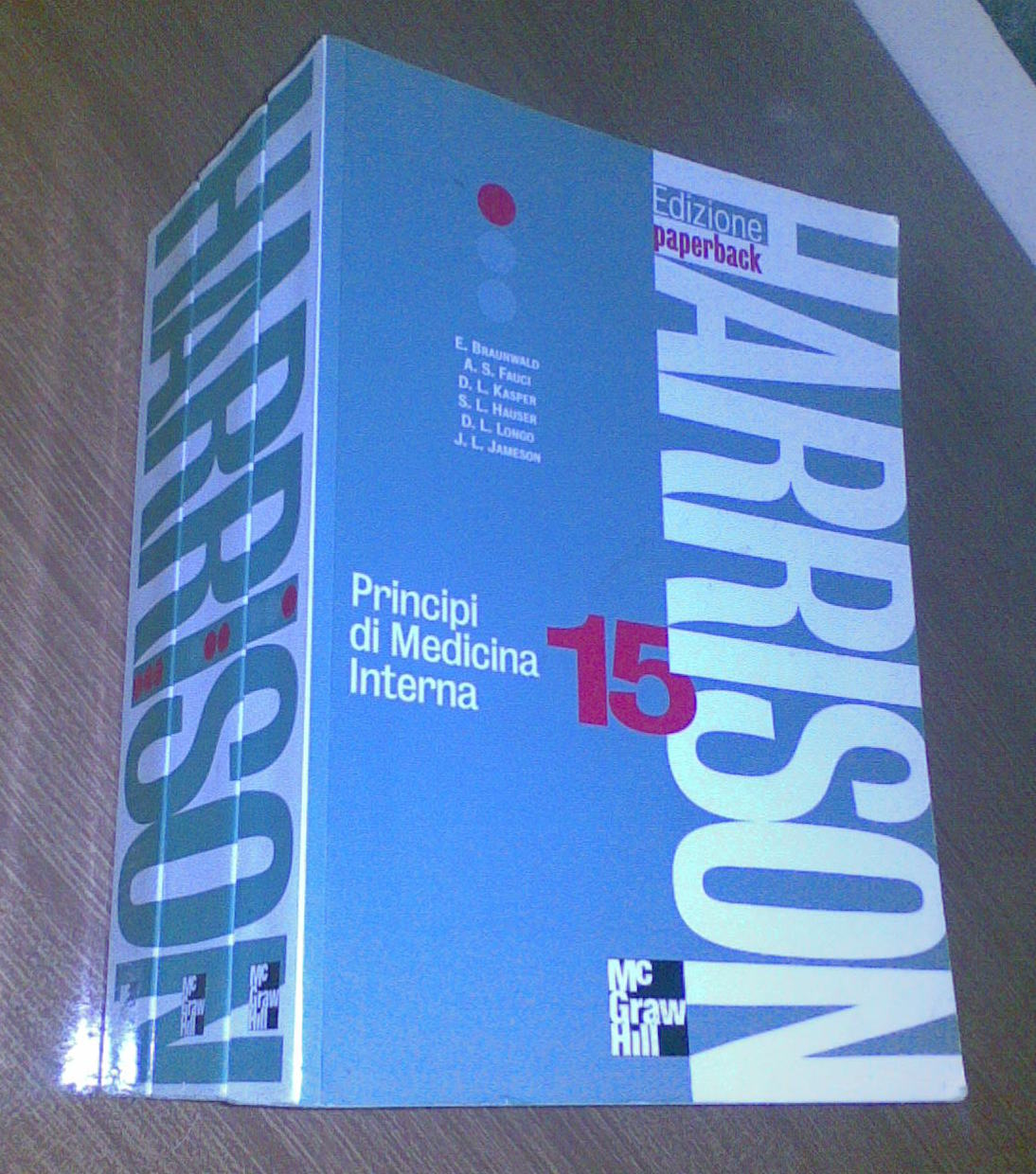
Harrison's Principles of Internal Medicine tiếng Ý

Harrison's Principles of Internal Medicine (Các nguyên lý về Y học Nội khoa của Harrison) là một cuốn sách giáo khoa về y học nội khoa của Hoa Kỳ. Xuất bản lần đầu tiên vào năm 1950, phiên bản hiện tại là ấn bản lần thứ 19 (xuất bản tháng 4 năm 2015 bởi McGraw-Hill Professional ISBN 978-0071802154) và có hai tập. Mặc dù nó là nhằm vào tất cả các thành viên của ngành y khoa, nó chủ yếu được sử dụng bởi các bác sĩ nội khoa và các bác sĩ mới bắt đầu trong lĩnh vực này, cũng như sinh viên y khoa. Nó được coi là một trong những cuốn sách có uy tín nhất về y học nội khoa và được mô tả là "cuốn sách được công nhận rộng rãi nhất về y học".
Tác phẩm được đặt tên theo Tinsley R. Harrison từ Birmingham, Alabama, người từng là tổng biên tập của năm phiên bản đầu tiên và thiết lập định dạng của tác phẩm: một nền tảng vững chắc của y học lâm sàng kết hợp với sự hiểu biết về sinh lý bệnh học (Pathophysiology).